# Sphaerolobium
Sphaerolobium là một chi thực vật có hoa trong họ Fabaceae. Đây là chi đặc hữu của Australia, phân bố khắp các bang trừ Northern Territory. 
Chi này gồm các loài:
- Sphaerolobium acanthos - Grampians Globe-pea
- Sphaerolobium alatum Benth.
- Sphaerolobium benetectum R.Butcher
- Sphaerolobium calcicola R.Butcher
- Sphaerolobium daviesioides Turcz.
- Sphaerolobium fornicatum Benth.
- Sphaerolobium gracile Benth.
- Sphaerolobium grandiflorum Benth.
- Sphaerolobium hygrophilum R.Butcher
- Sphaerolobium linophyllum Benth.
- Sphaerolobium macranthum Meisn.
- Sphaerolobium medium R.Br.
- Sphaerolobium minus Labill. - Eastern Globe-pea
- Sphaerolobium nudiflorum (Meisn.) Benth.
- Sphaerolobium pubescens R.Butcher
- Sphaerolobium pulchellum Meisn.
- Sphaerolobium racemulosum Benth.
- Sphaerolobium rostratum R.Butcher
- Sphaerolobium scabriusculum Meisn.
- Sphaerolobium vimineum Sm. - Leafless Globe-pea